# 吉田孝世
吉田 孝世（よしだ たかよ）は、江戸時代中期の土佐藩の馬廻り記録方。吉田重俊の6代後にあたる子孫。

## 略歴
吉田正次の子として誕生。兄に吉田克治。
宝永5年（1708年）に軍記物語『土佐物語』を記述し、長宗我部氏の隆盛から滅亡へ至る過程を書き残した。